# 大阪市立菫中学校
大阪市立菫中学校（おおさかしりつ すみれちゅうがっこう）は、大阪府大阪市城東区にある公立中学校。
1948年に開校した。その後生徒数の増加に伴い、大阪市立緑中学校・大阪市立鯰江中学校の2校が分離開校した。創立記念日は4月20日。

## 沿革
- 1948年4月1日　大阪市立城東第四中学校として開設
- 1949年5月1日　大阪市立菫中学校と改称
- 1959年4月1日　大阪市立緑中学校を分離
- 1980年4月1日　大阪市立鯰江中学校を分離
- 2016年4月1日　ICT導入
- 2019年4月1日　給食室完成

## 通学区域
- 大阪市立関目小学校・大阪市立関目東小学校・大阪市立すみれ小学校の通学区域。

## 出身者
- 平田良介 - 中日ドラゴンズ所属のプロ野球選手
- 陽川尚将 - 阪神タイガース所属のプロ野球選手
- 川上未映子 - ミュージシャン、小説家
- 西田佐知子 - 元歌手
- 大林健二 - 吉本興業所属のお笑いコンビモンスターエンジン
- 滝口ミラ - ホリプロ所属のアイドル、タレント

## 交通
- 地下鉄長堀鶴見緑地線 今福鶴見駅 北西へ約800m
- 大阪シティバス 鶴見5丁目バス停